# Niltava grossa
La niltava grossa (Niltava grandis) és una espècie d'ocell de la família dels muscicàpids (Muscicapidae) que s'estén de l'Himàlaia oriental al sud-est asiàtic, inclosa Sumatra. El seu estat de conservació es considera de risc mínim.